# مانوئل بلتی
مانوئل بلتی (ایتالیایی: Manuel Belletti؛ زادهٔ ۱۴ اکتبر ۱۹۸۵) دوچرخه‌سوار اهل ایتالیا است.

## باشگاهی
از باشگاه‌هایی که در آن رکاب زده‌است می‌توان به اندرونی جوکاتولی–سیدرمک، باردیانی–سی‌اس‌اف، آژ۲آر لا موندیال، اندرونی جوکاتولی–سیدرمک، ویلیر تریستینا–سله ایتالیا، و اندرونی جوکاتولی–سیدرمک اشاره کرد.